# ایگور رونوف
ایگور رونوف (روسی: Игорь Рунов؛ ۸ فوریهٔ ۱۹۶۳ – ۱۱ آوریل ۲۰۱۱) بازیکن والیبال اهل اتحاد جماهیر شوروی سوسیالیستی بود.